# Italo De Lorenzo
Italo De Lorenzo (Utrecht, Países Bajos, 19 de abril de 1939– 2 de enero de 2025) fue un deportista italiano que compitió en bobsleigh. Ganó una medalla de plata en el Campeonato Mundial de Bobsleigh de 1965, en la prueba cuádruple.

## Palmarés internacional
| Campeonato Mundial | Campeonato Mundial   | Campeonato Mundial | Campeonato Mundial |
| Año                | Lugar                | Medalla            | Prueba             |
| ------------------ | -------------------- | ------------------ | ------------------ |
| 1965               | Sankt Moritz (Suiza) | Medalla de plata   | Cuádruple          |